# Beforona
Beforona is een plaats en commune in Madagaskar, behorend tot het district Moramanga dat gelegen is in de regio Alaotra-Mangoro. Een volkstelling schatte in 2001 het inwonersaantal op ongeveer 13.000 inwoners. De plaats biedt enkel lager onderwijs en beperkt middelbaar onderwijs aan. 99% van de bevolking werkt als landbouwer en 1% heeft een baan in de dienstensector. De belangrijkste landbouwproducten zijn koffie, bananen en rijst.
- Library of Congress Control Number: n00008933
- Nationale Bibliotheek van Israël: 987007480001505171
- Virtual International Authority File: 123117211